# Francesco Pietrasanta
Francesco Pietrasanta – szermierz (florecista i szablista) reprezentujący Włochy, uczestnik letnich igrzysk olimpijskich w 1912 roku.